# Ernst Falkbeer
Ernst Karl Falkbeer (Brno, 27 de Junho de 1819 – Viena, 14 de Dezembro de 1885) foi um enxadrista austríaco e jornalista. Dalkbeer mudou-se para Viena para estudar direito, mas acabou tornando-se jornalista. Durante a revoluções europeias de 1848, trocou Vienna pela Alemanha onde teve contato com vários metres alemães como Adolf Anderssen e Jean Dufresne em Leipzig, Berlim, Dresden, e Bremen.
Em 1853 ele pode voltar para Viena onde dois anos depois viria a fundar a primeira revista de xadrez austríaca, a Wiener Schachzeitung.  A revista durou apenas alguns meses, Flakbeer foi então para Londres onde disputou dois matches com Henry Bird. Falkbeer editorou uma coluna de xadrez no The Sunday Times de Abril de 1857 a Novembro de 1859. Falkbeer retornou então para Vienna em 1865, vindo a escrever uma coluna sobre xadrez no Neue Illustrirte Zeitung de 1877 a 1885. Em 1858, ficou em segundo lugar no Torneio de Birmingham.
A contribuição mais famosa de Falkbeer são na teoria do xadrez, onde introduziu o Contragambito Falkbeer, ainda considerada uma das principais linhas do Gambito do Rei.

## Principais resultados em torneios
| Data | Local           | Colocação | Observações                                                                       |
| ---- | --------------- | --------- | --------------------------------------------------------------------------------- |
| 1858 | Birmimgham 1858 | 2         | Venceu Howard Staunton na segunda rodada e perdeu para Johann Löwenthal na final. |